# Omul 36/80
Omul 36/80 este o operă-rock concepută și realizată de către formația Phoenix în toamna-iarna anului 1968. Premiera a avut loc la Opera din Timișoara, în decembrie același an. Semnificația titlului este: „36 de ore din viața unui om în 80 de minute de muzică”.
„Compozițiile erau deosebite, tot mai cursive și dinamice, mult mai tensionate, formulele ritmice erau particulare, începuserăm să folosim chiar măsuri mixte. Victor Cârcu și Victor Șuvăgău se întreceau care mai de care să facă texte încărcate de metafore și de simboluri. De multe ori depășeau și înțelegerea noastră, dar ne străduiam să le descifrăm și să le îmbinăm în muzică. ”—Nicolae Covaci – Phoenix, însă eu...''
Cu această creație, ce dura 80 de minute, formația a participat la Festivalul de muzică pop al „Arhitecturii” din București, organizat la Casa Studenților „Grigore Preoteasa” în 1969, unde au fost răsplătiți cu aplauze în picioare. Astfel, la prima ediție a Festivalului Club A, Phoenix obține „premiul de originalitate” pentru Omul 36/80 și câteva premii individuale. Totuși, impresia generală nu a fost extraordinară, după cum consideră și Nicolae Covaci, deoarece realizaseră o lucrare foarte grea, pe care nu știuseră s-o apuce cum trebuie. Textele mult prea pretențioase și intelectualizate nu pătrunseseră în mintea spectatorilor.
Despre participarea grupului timișorean cu opera Omul 36/80 la ediția din 1969 a Festivalului Club A, Béla Kamocsa (component Phoenix în acea perioadă) își amintește:
„Am cântat aici opera noastră rock, intitulată «Omul 36:80», care a primit și un premiu de creativitate. Publicul nu era venit din toată țara. Era format în special din bucureșteni, care reacționau altfel decât timișorenii. În plus, erau mai atașați de formațiile locale, ale căror fente le știau pe de rost. Nu mai eram «phoenicșii» lui «Hei, tramvai». Aplaudau mai puțin, ceea ce conta, pentru că opera avea un caracter interactiv. N-am luat marele premiu, pe care l-a câștigat Olympic, care a impresionat juriul (din care lipsea fanul nostru numărul unu, Cornel Chiriac, deja, cred, plecat din țară), prin referințele mitologice ale muzicii lor. «Omul 36:80» era povestea unei zile, unei nopți și a încă unei zile din viața unui om oarecare. Programul ținea cam o oră și includea numai piese compuse de noi, multe protestatare. Ne lăsasem de «beat» și experimentam cu rock-ul progresiv. Îmi amintesc că aveam multă percuție, se recitau poeme, se improviza. Aveam pedale, efecte de chitară, sintetizator. Eram mai teatrali, foloseam mai mult luminile (care nu erau prea sofisticate). Nu se protesta direct împotriva regimului, ci indirect. Mony (Bordeianu) era în pragul plecării în State și își dădea drumul. Bătea tam-tam-ul și recita. Mi-l amintesc declamând că există în sală, adică în lume, oameni care îl dezavuează pentru ținuta, atitudinea și pletele sale. Îl acuză public și îl marginalizează. Răspunsul lui era că nici generației în blugi nu-i place omul cu cravată. Și totuși, paradoxal, noi, cei tineri, eram mai toleranți. Era prima operă rock compusă în România. N-a fost cântată de multe ori. Am mai susținut două spectacole cu ea la Opera din Timișoara și încă două la Olimpia. Acestea din urmă au fost concerte de binefacere pentru sinistrații marilor inundații din acel an. Publicul timișorean ne înțelegea mai bine, era mai bine conectat la fenomenul «flower power». ”—Béla Kamocsa – Blues de Timișoara, o autobiografie''
Piesa centrală a operei, „Culegătorul de melci”, a beneficiat și de o filmare TVR pe malul Begăi, în Timișoara (1969). În filmare apar: Nicu Covaci – chitară, voce, Mony Bordeianu – solist vocal, Béla Kamocsa – chitară bas, voce, Dorel Vintilă Zaharia – baterie.
Un fragment audio din concertul din 1969 de la Casa de Cultură a Studenților din București a fost prezentat în primul episod al documentarului „Integrala Phoenix” (realizat de Doru Ionescu), fiind reluat ulterior într-o ediție a emisiunii Timpul chitarelor, difuzată de postul de televiziune TVR 2 în mai 2009. Într-un alt fragment, apărut în aceeași perioadă, poate fi auzit Mony Bordeianu, cântând versurile: „Soare te-aștept, s-oprești ploaia / Soare te-aștept, s-alungi norii...”  Piesa „Culegătorul de melci” și o bucată de peste 7 minute din operă au fost incluse (ca bonus) pe o casetă audio editată de către colecționarul de discuri Remus Miron (Lektronikumuz) din Brașov și apărută în septembrie 2020 (ce conține o variantă remasterizată a albumului Cantafabule).
Întreaga operă Omul 36/80 se află înregistrată pe benzi, în colecție particulară și în arhivele Radio Europa Liberă.